# Помарето
Помарѐто (на италиански: Pomaretto; на пиемонтски: Pomaret, Помарет, на окситански: Poumaré, Поумаре) е село и община в Метрополен град Торино, регион Пиемонт, Северна Италия. Разположено е на 630 m надморска височина. Към 1 януари 2020 г. населението на общината е 986 души, от които 51 са чужди граждани.